# Tarakan (wyspa)
Tarakan (indonez. Pulau Tarakan) – wyspa w Indonezji na morzu Celebes w prowincji Borneo Wschodnie; leży przy wschodnim wybrzeżu Borneo w pobliżu ujść rzek Kayan i Sesayap.
Powierzchnia 303 km²; w większości pokryta bagnami, w południowej części leży miasto Tarakan. Eksploatacja złóż ropy naftowej; połów krabów.
W czasie II wojny światowej dwukrotnie miejsce ciężkich walk; 11–12 stycznia 1942 Japończycy wyparli stąd Holendrów; 1–6 maja 1945 wojska aliantów (głównie australijskie) wyzwoliły wyspę.